# Valley Village (Los Ángeles)
Valley Village es un barrio de la ciudad de Los Ángeles, ubicado dentro del Valle de San Fernando.

## Historia

### Fundación
Según Elke Garman, copresidente de la Asociación de Propietarios de Valley Village en 1991, la historia de Valley Village se remonta a la década de 1930, cuando los trabajadores de los estudios cinematográficos cercanos construyeron casas allí. La oficina de correos local en Magnolia Boulevard canceló todo el correo con un "Valley Village" matasellos. Sin embargo, era oficialmente una sección de North Hollywood.

### Separación de North Hollywood
La idea de separar Valley Village de North Hollywood salió a la luz pública con una reunión de unos 300 propietarios en la escuela primaria Colfax Avenue en diciembre de 1985, sin embargo, no fue hasta 1991 que Valley Village obtuvo siete nuevos marcadores reflectantes azules de la ciudad de Los Ángeles para marcar sus fronteras.
El reportero James Quinn del  Los Angeles Times  escribió que Valley Village ya no quería estar asociado con North Hollywood, "una comunidad que ha envejecido, fuertemente latina y plagada de crímenes", pero, en el mismo artículo, Valley El líder de la aldea, Tom Paterson, fue citado diciendo que la medida "fue más que un intento de impulsar el valor de las propiedades" y que "no tenía nada que ver con la demografía étnica". Más bien, dijo, "era un nivel económico que buscaba tener su propia identidad". Quinn escribió eso:
Las casas a lo largo de las calles exuberantes y libres de grafitis de Valley Village cuestan hasta $ 800,000, y una casa de nivel de entrada de dos dormitorios y dos baños costará $ 300,000, dicen los residentes. En otras partes de North Hollywood, esa casa de nivel de entrada del mismo tamaño se puede comprar por tan solo $ 150,000, dicen los agentes inmobiliarios. Y es probable que la casa más barata tenga un patio cubierto de maleza y polvoriento y se encuentre en un vecindario que se tambalea por el crimen, con grafitis de pandillas salpicadas en paredes de bloques y letreros de calles.

### 'Stucco mountains'
En diciembre de 1985, unos trescientos propietarios se reunieron en la Escuela Primaria Colfax Avenue para comenzar una campaña para detener el desarrollo de lo que llamaron "montañas de estuco": la construcción continua de grandes apartamentos y edificios de oficinas en el área. El concejal Joel Wachs dijo que apoyaría la campaña, aunque rechazó los detalles de un panel asesor propuesto para el área. Dijo que un panel propuesto de propietarios de viviendas podría pasar por alto las preocupaciones de los inquilinos y la necesidad de viviendas de alquiler. Los residentes se quejan de las vistas bloqueadas, los problemas de estacionamiento y la congestión del tráfico debido a los edificios de hasta cinco pisos al lado de sus viviendas unifamiliares.
La medida no habría prohibido la construcción, pero habría limitado todos los edificios nuevos a dos pisos y los pies cuadrados del desarrollo comercial a 1 1/2 veces el tamaño del lote. El plan contó con el apoyo del residente de Valley Village Tom Paterson, presidente de la Asociación de Propietarios de Valley Village, pero la oposición de, por ejemplo, Marvin Eisenman, propietario de un edificio de apartamentos que dijo que no sería justo para los propietarios que compraron propiedades con la idea de desarrollarlo. Se promocionó como una medida temporal hasta que los planificadores de la ciudad pudieran realizar audiencias públicas sobre nuevos límites de desarrollo permanentes. El 17 de septiembre de 1986, el Ayuntamiento aprobó la idea con una votación de 10 a 2, pero menos de un mes después se revirtió después de una fuerte presión - por parte del exconcejal Arthur K. Snyder, entre otros - y envió la ordenanza de regreso al comité, con la idea de que podría recuperarse con exenciones para áreas donde ya se había producido el desarrollo. Finalmente, el consejo aprobó sustancialmente la misma medida de manera temporal con exenciones para dos docenas de propiedades en áreas donde ya había habido un desarrollo sustancial, como el lado sur de Riverside Drive entre Colfax Avenue y Laurel Canyon Boulevard.
Finalmente, la ciudad de Los Ángeles Comisión de Planificación recomendó que se adoptara un límite de tres pisos para el área de Valley Village.

## Geografía

### Ciudad de Los Ángeles
Los límites de Valley Village según lo delimitado por el Consejo Vecinal de Valley Village son Burbank Blvd al norte, Tujunga Wash al oeste, Ventura Freeway (US 101) al sur y CA 170 hacia el este. 

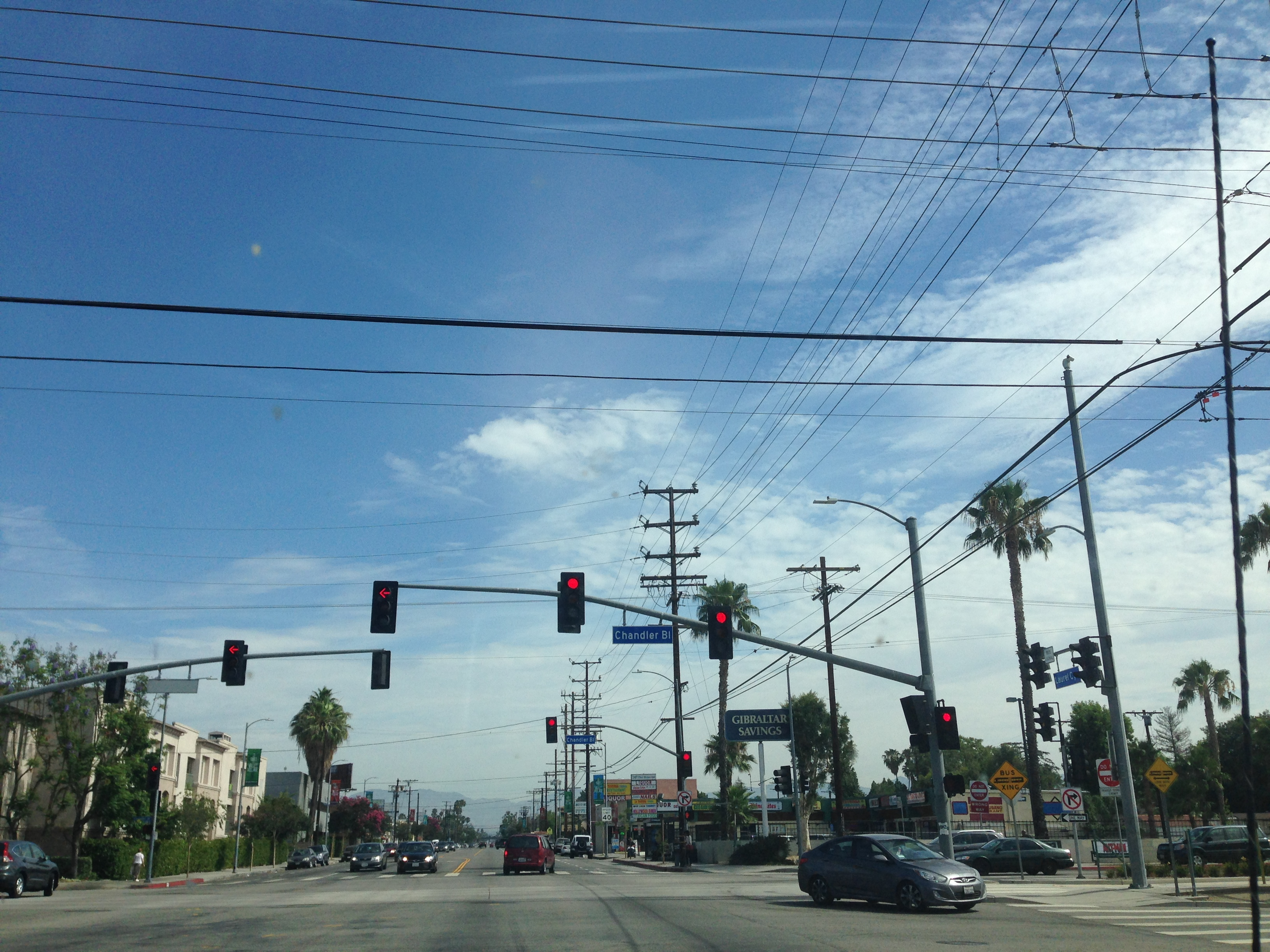
Una intersección en Valley Village

### Google Maps
Los límites de Valley Village según los delineados por Google Maps son Burbank Blvd al norte, Tujunga Wash al oeste, Ventura Freeway (US 101) al sur y CA 170 al este. 34°09′54″N 118°23′47″O / 34.1648781, -118.3965123

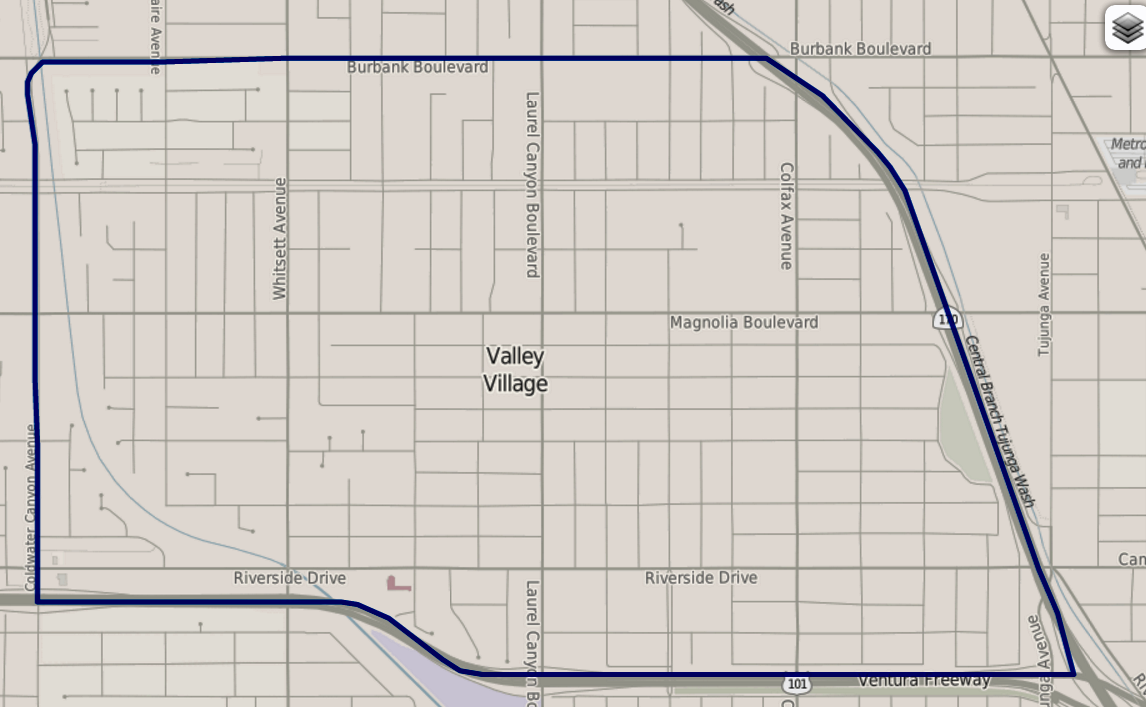
Valley Village, según el mapa de Los Angeles Times

### The Los Angeles Times'Proyecto de mapeo de L.A.
El proyecto Mapping L.A. de Los Angeles Times delimita las fronteras de Valley Village como Burbank Blvd. al norte, la Hollywood Freeway al este, la Ventura Freeway al sur y Coldwater Canyon Avenue al oeste.
El vecindario de 2.09 millas cuadradas se encuentra al norte de Studio City, al este de Sherman Oaks, y al sur y al oeste de North Hollywood.

### Clima
Ubicado dentro del Valle de San Fernando, Valley Village tiene un mayor grado de variación de temperatura diurna que la cuenca cercana o áreas costeras. Según el sistema de clasificación climática de Köppen, Valley Village tiene un clima mediterráneo de verano cálido ( Csa ), con subtropical y semiáridas características. Los veranos son largos, calurosos, secos y smog, con temperaturas promedio altas entre mediados de los 80 y menos de 90 °F (30-34 °C), con temperaturas mínimas nocturnas en los 50 grados superiores y 60 grados inferiores. °F (14–17 °C). Las temperaturas alcanzan o superan los 100 °F (38 °C) varias veces durante el verano, lo que aumenta el riesgo de insolación u otras enfermedades relacionadas con el calor. La temperatura máxima récord de todos los tiempos en Valley Village es 117 °F (47 °C), registrada el 6 de septiembre de 2020. Los inviernos son cortos, soleados y típicamente cálidos, con temperaturas altas promedio de entre 20 y 23 °C (entre 60 y 70 °F), pero con noches frías entre 4 y 7 °C (40 °F). °C). El invierno también es la temporada de lluvias, pero la lluvia suele ser poco frecuente, incluso durante los meses de invierno, ya que la mayor parte de la lluvia en la zona proviene de Pacífico tormenta s. Puede ser especialmente lluvioso durante los ciclos de El Niño, y en ocasiones ocurren inundaciones repentinas. Las temperaturas bajo cero (32 °F, 0 °C) y menos, así como las heladas s, ocurren varias veces durante el invierno; sin embargo, estos eventos de clima frío suelen ser breves, por lo general solo duran uno o dos días antes de que las temperaturas vuelvan a la normalidad. Nieve es extremadamente raro. La temperatura mínima récord de todos los tiempos en Valley Village es de 23 °F (–5 °C), registrada el 29 de enero de 1979. La primavera y el otoño apenas existen en este clima, y estos meses suelen ser soleados y cálidos. Los vientos de Santa Ana ocurren típicamente entre el otoño y la primavera, reduciendo los niveles de humedad y elevando las temperaturas, lo que aumenta el riesgo de incendios forestales s. Durante el final de la primavera y principios del verano, más específicamente en los meses de mayo y junio, las condiciones son a menudo nubladas y niebla, un fenómeno conocido por los residentes locales como "May Grey" o "June Gloom".

## Vivienda
En 1994, el Los Angeles Times llamó a Valley Village un "área de residencias de lujo". El censo de 2000 encontró que los inquilinos ocupaban el 68,7% de las unidades de vivienda y los propietarios ocupaban el 31,3% restante. En 2006, Valley Village fue descrito en otro artículo como un vecindario "en su mayoría de 1,700 pies cuadrados, casas de un solo piso estilo español y estilo rancho que generalmente se ubican en lotes de buen tamaño". La mayoría de las 3.881 viviendas unifamiliares s estaban en calles residenciales, y 1.073 condominios y 8.213 unidades de apartamentos se alineaban en los bulevares principales.

## Población
Un total de 24,190 personas vivían en las 2.09 millas cuadradas de Valley Village, según el censo de EE. UU. De 2000, con un promedio de 11,600 personas por milla cuadrada, aproximadamente el promedio de Los Ángeles. La población se estimó en 25,665 en 2008. Con su porcentaje de personas blancas considerado alto para Condado de Los Ángeles, Valley Village todavía es moderadamente diverso en su composición étnica, con un índice de diversidad de 0.512. «El índice de diversidad mide la probabilidad de que dos residentes, elegidos al azar, sean de diferentes etnias. Si todos los residentes son del mismo grupo étnico, es cero. Si la mitad son de un grupo y la mitad de otro, es .50.» Blancos constituían el 66,7% de la población, Latinos eran el 18,9%, con afrodescendientes el 5,5% y asiáticos y otros tanto en 4,4%. La edad promedio fue de 36 años, considerada mayor en comparación con la ciudad en su conjunto. Hay una comunidad judía considerable.
El ingreso familiar promedio de $ 55,470 en dólares de 2008 fue el promedio de la ciudad y el condado. El tamaño promedio del hogar de dos personas era bajo tanto para la ciudad como para el condado. Los porcentajes de hombres divorciados, mujeres divorciadas, hombres que nunca se han casado y mujeres viudas se encuentran entre los más altos del condado.

## Educación

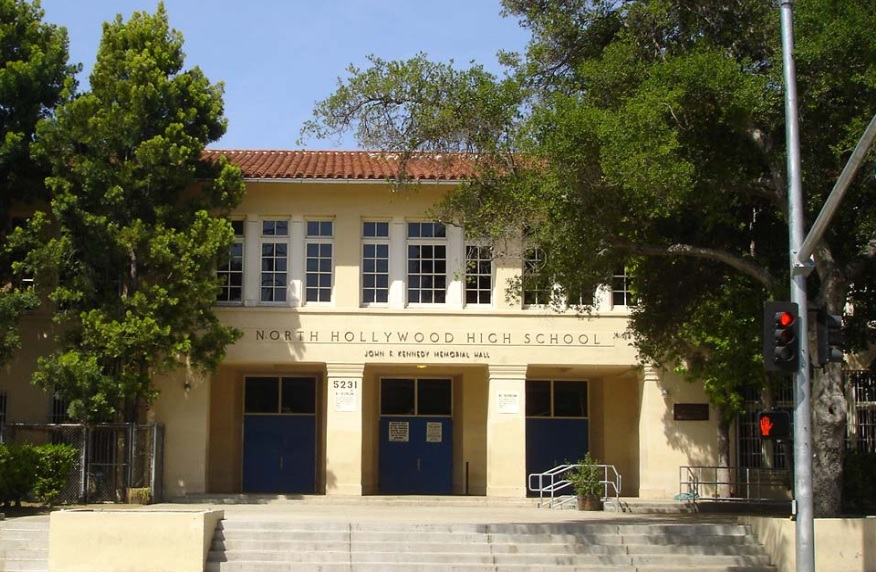
Escuela Preparatoria North Hollywood

Las escuelas dentro de Valley Village son:
Institutos:
- North Hollywood High School, 5231 Colfax Avenue, LAUSD
- Valley Torah High School, 12517 Chandler Boulevard, privado.

Escuela de continuación:
- Amelia Earhart, 5355 Colfax Avenue, LAUSD

Escuelas primarias: 

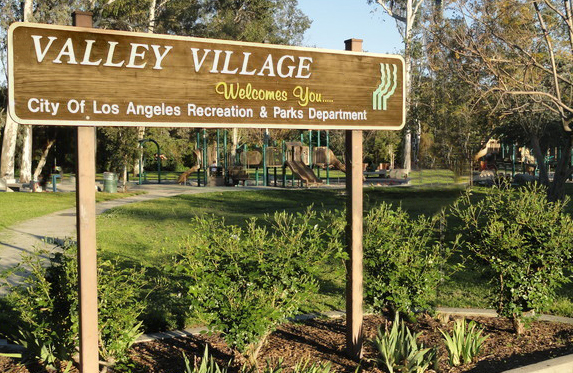
Valley Village Park

- Burbank Boulevard, 12215 Albers Street, LAUSD
- Colfax, 11724 Addison Street, carta del LAUSD

## Parques y recreación
- Valley Village Park: ubicado en 5000 Westpark Drive, el parque cuenta con un área de juegos para niños, mesas de pícnic, baños y senderos para caminar.[16]

## Casa de Marilyn Monroe

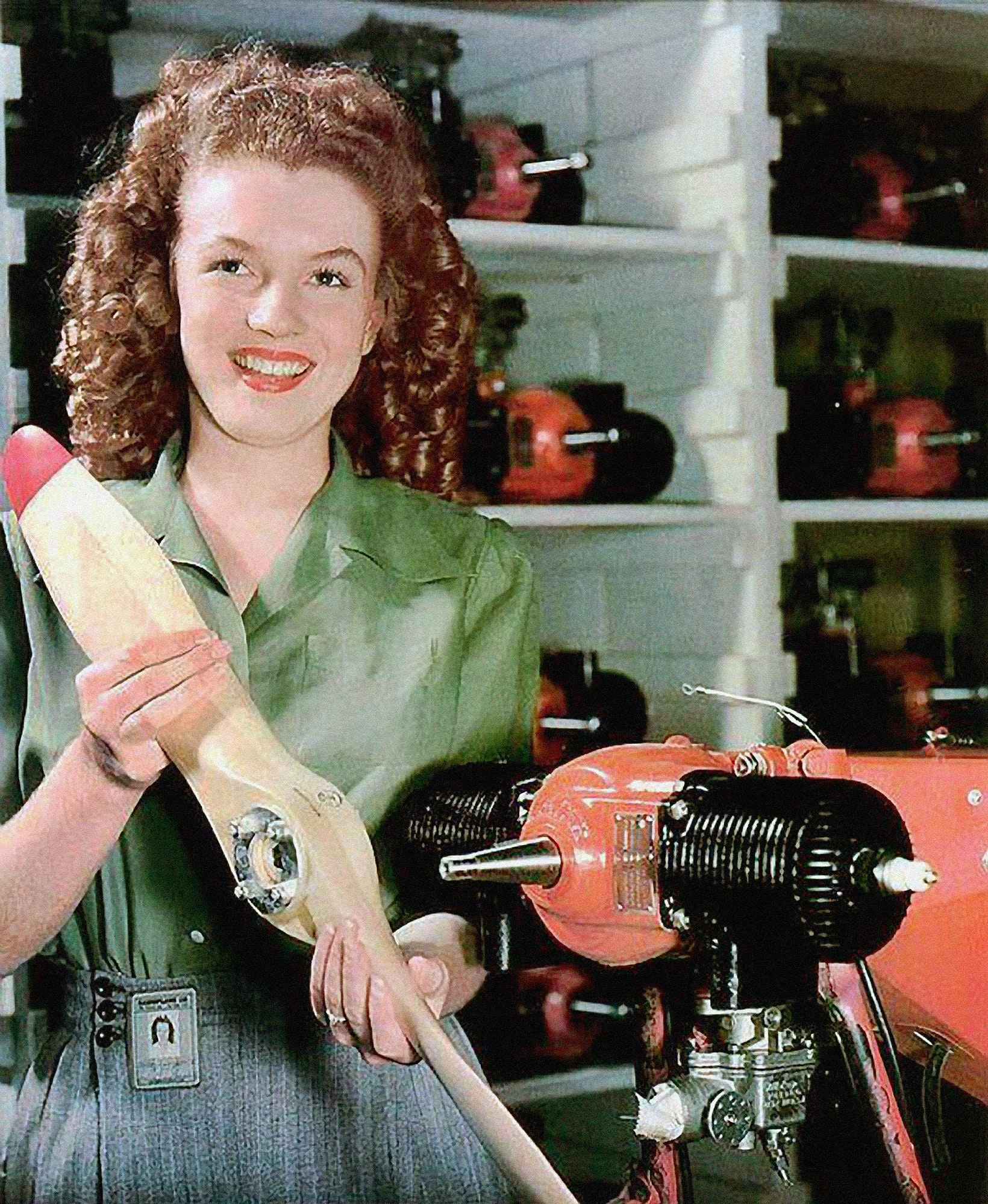
Marilyn Monroe mientras vivía en Valley Village, 1944

Una casa en 5258 Hermitage Avenue donde la actriz de cine Marilyn Monroe vivió en 1944-45 bajo su nombre de casada de Norma Jean Dougherty, fue demolido por un promotor inmobiliario para dar paso a un proyecto de condominio en junio de 2015, incluso cuando estaba siendo considerado como un hito histórico. Vivió allí a los 17 años mientras su esposo, James Dougherty, estaba en la Marina, y ella tenía un trabajo inspeccionando paracaídas en una fábrica cercana. Ella vivía allí cuando le pidieron que posara para su primera foto pin-up. Sin embargo, se dijo que las posibilidades de que la casa fuera declarada un hito eran escasas porque, como dijo Ken Bernstein, director de la Oficina de Recursos Históricos de la ciudad, "hay cientos, si no miles, de casas asociadas con famosos. Monroe residió en la propiedad solo por un año "y no vivió en la unidad durante el período productivo de su carrera", dijo un informe de los funcionarios de planificación de la ciudad.
En octubre de 2015, Los Ángeles enfrentaba una demanda por la destrucción de la casa por parte de un grupo llamado Save Valley Village. En cuestión estaba la práctica del Ayuntamiento de "prestar atención automáticamente a los deseos" del miembro del consejo que representa un área determinada en una controversia. El grupo dijo que también tenía "pruebas abrumadoras" de que se debería haber preparado un informe ambiental para el proyecto de condominio. El grupo también pidió que la ciudad anule cualquier proyecto de desarrollo que haya recibido apoyo unánime durante los doce meses anteriores.

## Ciudades hermanas
Valley Village está hermanada con Saint-Nom-la-Bretèche, Francia.